# بخش سورسلوا
بخش سورسلوا یکی از بخشهای ایالت گروبوندان  در کشور سوئیس است.